# Трифун Костовски
Трифун Костовски (на македонска литературна норма: Трифун Костовски) е предприемач, политик и дарител от Северна Македония, бивш кмет на Скопие.

## Образование
Трифун Костовски е роден на 27 декември 1946 г. в Скопие. Завършва Икономическия факултет на Университета „Св. св. Кирил и Методий“ в Скопие. Сред чуждите езици, с които си служи са английски, полски, руски и сърбохърватски. Той е женен, с три деца.

## Икономика
През 1971 г. Костовски започва работа в „Технометал Македония“ в Скопие. По късно става представител на същата фирма във Варшава. През 1989 г. се премества в швейцарската фирма „Ситко“ във Виена, отново става представител във Варшава, но този път на Ситко.
Пътя си към голямото богатство започва през 1991, когато създава Кометал Трейд (Kometal Trade Gmbh) със седалище във Виена, Австрия. Компанията се занимава с дейности в сферата на металургията на австриския, швейцарския, полския, украинския и руския пазар.
Счита се за един от най-богатите хора в Северна Македония.

## Политика
Трифун Костовски влиза в политиката през 2002 г., когато е избран за депутат като безпартиен член на коалицията около СДСМ. Постепенно се отдалечава от лявото правителство и през 2005 г. е избран като независим кмет на Скопие с подкрепата на опозиционната ВМРО-ДПМНЕ. Ръководи столицата до 2009 г., като през последните години от мандата е атакуван от централната власт и новите управляващи от ВМРО-ДПМНЕ.
Костовски не се съгласява и критикува тоталната трансформация на центъра на града с проекта „Скопие 2014“.

## Спорт
- Хандбал: Собственик е на хандбален клуб Кометал Гьорче Петров, който през сезона 2001/2002 става европейски хандбален клубен шампион за жени. Спонсор е на мъжкия хандбален клуб „Пелистер Кометал“, многократен шампион на Северна Македония.
- Футбол: Председател и спонсор на футболен клуб „Работнички Кометал“.

## Дарител
Наред с голямото си богатсво Костовски е известен с огромната си даритеска дейност в подкрепа на науката, изкуството и историеското наследство на Северна Македония.
Основател е на фондация „Трифун Костовски“ в рамките на Македонската академия на науките и изкуствата (МАНИ). Задачата на фондацията е финансиране на научни проекти, публикации и изкуствоведчески колекции от национален интерес. Извън фондацията си финансира и поддържа множество неправителствени организации, болници и социални институции, хуманитарни и доброволчески кампании, помощ за инвалиди, помощ на болни за операции и лечение. Спонсорира обучението на млади музиканти и хора на изкуството, както и защитата и обновлението на културно-историски паметници.
Спонсорира редица храмове на Македонската православна църква. Ктитор е на възстановяването на съборния храм „Света Богородица“ в Скопие. Помага за санирането на църквата „Света София“ в Охрид и църквата „Свети Пантелеймон“ във Велес, както и на конаците на Бигорския манастир. Участва в подпомагането на църквите „Свети Трифон“ в Кучково, „Свети Петър и Павел“ в Юрумлери, „Свети Климент и Света Петка“ в Щип и на съборния храм „Рождеството на Света Богородица Троеручица“ в Крива паланка. Оказал е финансова подкрепа и на джамията в Център Жупа.
През 2004 г. получава наградата „Климент Охридски“ за постижения в науката, изкуството, културата и хуманитарната дейност.